# ФК Сиони Болниси
ФК „Сиони“ (на грузински: სიონი ბოლნისი) е футболен клуб в Болниси, Грузия. Клубът е открит през 1936 г.
След като прекарва няколко години в по-ниските дивизии на грузинския футбол между 1990 и 1995 г., „Сиони“ успява да се класира за Умаглеси лига за сезон 1995/96 и продължава да играе там. През сезон 2003/04 „Сиони“ и ФК Вит Грузия разделят първата позиция в лигата и титлата е решена от допълнителна среща между тях. „Вит“ побеждава с 2 – 0, и заради бурната реакция на своите фенове, клубът е изваден от участие в турнира за Купата на УЕФА. През сезон 2005/06, „Сиони“ печели титлата и представя Грузия в Шампионска лига 2006/07.

## Успехи
- Еравнули лига
  -  Шампион (1): 2005/06
  -  Второ място (1): 2003/04
- Купа на Грузия
  -  Финалист (14): 2002/03

## Участие в европейските клубни турнири
| Сезон   | Турнир          | Кръг       | Съперник            | Домакин | Гост  |
| ------- | --------------- | ---------- | ------------------- | ------- | ----- |
| 2003/04 | Купа на УЕФА    | Квал. кръг | Пухов               | 0 – 3   | 0 – 3 |
| 2006/07 | Шампионска лига | 1 кръг     | Баку                | 2 – 0   | 0 – 1 |
| 2006/07 | Шампионска лига | 2 кръг     | Левски (София)      | 0 – 2   | 0 – 2 |
| 2014/15 | Лига Европа     | 1 кръг     | Флямуртари (Вльора) | 2 – 3   | 2 – 1 |